# Sześcionóg
Sześcionóg – urządzenie mechaniczne, którego ruch opiera się na trzech parach nóg. Termin ten zwykle wiąże się z robotyką. Urządzenia tego typu uważa się za stabilniejsze od robotów dwunogich, ponieważ w większości przypadków cechują się one stabilnością statyczną i nie wymagają sterowania w czasie rzeczywistym. Z drugiej strony udowodniono jednak, że sześcionogie owady (np. karaluchy) uzależniają swój ruch od uwarunkowań dynamicznych.
Przykładem polskiego robota sześcionożnego jest projekt realizowany w Przemysłowym Instytucie Automatyki i Pomiarów PIAP – Mazospider.